# Specimen (musikgrupp)
Specimen är ett brittiskt band bildat under 1980-talet. Musiken är en blandning av flera olika stilar, såsom glam, goth, punk och postpunk. Bandet är klassat som en av gothpionjärerna, både musikaliskt och utseendemässigt.

## Biografi

### Starten
Bandet grundades i Bristol, England 1980. Deras första framträdande var på en gatufest där man firade Charles av Storbritannien och Prinsessan Dianas bröllop. 1982 flyttades bandet till Soho, London, där de kom att spela flera konserter på den kända gothklubben Batcave. Specimens sångare Ollie Wisdom grundade och drev klubben mellan 1982 och 1983. Innan Specimen och Batcave var Ollie sångare i ett annat band kallat "The Unwanted"; olikt Specimen var bandet ett traditionellt '77 / '78-tals engelskt garage-corepunkband.
Ovanligt för en keyboardist blev Johnny Slut det mest kända ansiktet från Specimen, troligtvis på grund av hans utseende och känsla för mode.
Under tiden bandet spelade ihop släppte de aldrig någon fullängdsskiva, bara singlar och en EP. 1997 släpptes dock två samlingsalbum med olika Specimenlåtar.

### Efter Specimen
Efter att bandets medlemmar gick skilda vägar arbetade gitarristen Jon Klein med Siouxsie & the Banshees under sju år, innan samarbetet med Sinéad O'Connor inleddes. Han spelade också en roll i den brittiska komedin Married 2 Malcolm från 1998.
Johnny Slut grundade Diskord Datkord med Mark Tinley och Adam Tinley innan han inledde samarbetet med The KLF, Adamski. Idag är Slut med i Atomizer. Slut grundade klubben Nag Nag Nag i London där han också är en av klubbens DJ:s.
Tim Huthert var bartender på Mad Dog in the Fog i San Francsisco i Kalifornien.

### Specimen idag
2006 samlades originalmedlemmen Jon Klein med Kimba (basgitarr) och Tim Huthert (trummor), tillsammans med två nya medlemmar, Stephan X (gitarr) och T.bias (sång). Detta resulterade i bandets första fullängdsskiva, Electric Ballroom, utgivet av Metropolis Records 2007. På albumet medverkade också medlemmarna Ollie Wisdom och Jonny Slut.

## Medlemmar

### Nuvarande medlemmar
- Olli Wisdom – sång
- Jon Klein – gitarr, sång
- Johann Bley – keyboard
- Kev Mills – basgitarr, bakgrundssång
- Chris Bell – trummor

### Tidigare medlemmar
- Jonny Slut – keyboard, bakgrundssång
- T.bias – sång
- Kimba – basgitarr
- Stephan Byron-Salit – gitarr, bakgrundssång
- Tim Huthert – trummor
- Jonathan Trevisick – trummor
- Peter Cook – keyboard
- Danny Pepworth – trummor
- George Lynch – basgitarr, bakgrundssång
- Smeg – gitarr
- Gere Fennelly – keyboard
- Naunton – trummor
- Simeon – keyboard
- Jonny Slag – basgitarr
- Jeff St. Pierre – trummor

## Diskografi

### Album
Studioalbum
- Electric Ballroom (2007)
- Wake The Dead (2013)

Livealbum
- Specimen Alive at the Batcave (2009)

Samlingsalbum
- Warm Wet Cling - Film Red Velvet Crush (1997)
- Azoic (1997)
- Bat Cave (2007)

### EP och singlar
EP
- Batastrophe (1983)

Singlar
- "Returning (From A Journey)" / "Kiss Kiss Bang Bang" (1983)
- "Beauty Of Poison" / "Tell Tail" (1983)
- "Sharp Teeth" / "Hex" / "Holes" (1985)
- "Indestructible / "Brainburst" (1986)

### Fotnoter
1. ↑  Glam Goth act Specimen returns with come back album on Metropolis